# Личко Церје
Личко Церје је насељено мјесто у Лици, припада општини Ловинац, у Личко-сењској жупанији, Република Хрватска.

## Географија
Личко Церје се налази на државном путу D50, Грачац – Госпић. Такође, кроз насеље пролази и Личка пруга Книн – Госпић – Огулин – Оштарије. Личко Церје је од Ловинца удањено 5,5 км, а од Грачаца 15,5 км.

## Назив
Личко Церје је добило име према растињу које је покривало подручје села, и отуда Церје значи земљиште обрасло храстовом шумом у којој преовладава врста храста звана цер.

## Историја
Личко Церје се од распада Југославије до августа 1995. године налазило у Републици Српској Крајини. До територијалне реорганизације у Хрватској насеље се налазило у саставу бивше велике општине Грачац.

## Становништво
Према попису из 1991. године, насеље Личко Церје је имало 196 становника, међу којима је било 178 Хрвата, 2 Срба и 16 остали. Према попису становништва из 2001. године, Личко Церје је имало 117 становника. Према попису из 2011. године, Личко Церје је имало 88 становника.
| Демографија | Демографија | Демографија |
| Година      | Становника  | Становника  |
| ----------- | ----------- | ----------- |
| 1948.       | 596         |             |
| 1953.       | 565         |             |
| 1961.       | 502         |             |
| 1971.       | 409         |             |
| 1981.       | 287         |             |
| 1991.       | 196         |             |
| 2001.       | 117         |             |
| 2011.       |             | 88          |